# Mileiha
Koordinaten: 25° 8′ N, 55° 53′ O

Mileiha im Südosten des Emirats Schardscha

Mileiha (arabisch مليحة, DMG Milaiḥa) ist ein Dorf in den Vereinigten Arabischen Emiraten im Emirat Schardscha, in dessen Nähe sich mehrere umfangreiche archäologische Stätten aus verschiedenen Zeitperioden befinden. Mileiha ist eine der neun Gemeinden des Emirats, und hatte 4768 Einwohner zur Fortschreibung der Bevölkerung mit Stichtag 12. Dezember 2015.

## Distrikte
Das Stadtgebiet von Mileiha gliedert sich in fünf Distrikte:
| Distrikt               | arabisch                    | Fläche km² | Bevölkerung Schätzung 2017-07-01 | Koordinaten                 |
| ---------------------- | --------------------------- | ---------- | -------------------------------- | --------------------------- |
| Ikhedir                | إخضير                       | 46,67      | 397                              | 25° 5′ 52″ N, 55° 56′ 39″ O |
| Al Madinah             | المدينة                     | 44,91      | 35                               | 25° 2′ 34″ N, 55° 55′ 15″ O |
| Hamda                  | حمده                        | 24,56      | 929                              | 25° 9′ 59″ N, 55° 52′ 47″ O |
| Khuderah               | خضيرة                       | 72,71      | 1191                             | 25° 8′ 36″ N, 55° 56′ 31″ O |
| Milehah                | مليحة                       | 127,57     | 2404                             | 25° 5′ 44″ N, 55° 52′ 55″ O |
| Mileiha (Municipality) | المجلس البلدية لمنطقة مليحة | 292,19     | 4956                             |                             |

## Geschichte

### Altsteinzeit
Aus der Altsteinzeit wurden am Jebel Faya – einem Berg, der 0,5 km südwestlich von Mileiha liegt – mehrere Fundstellen entdeckt. Diese Fundstellen werden vom Sharjah Archaeological Museum und einem deutschen Grabungsteam der Eberhard Karls Universität Tübingen ausgegraben.

### Umm-an-Nar-Kultur
Aus der bronzezeitlichen Periode der Umm-an-Nar-Kultur finden sich südwestlich von Mileiha mehrere Gräber. Eines der runden, aus Stein gebauten „Grabhäuser“ wurde vom Sharjah Archaeological Museum an seinem Fundplatz rekonstruiert.

### Prä-Islamisch
Ausgrabungen fanden in Mileiha zunächst 1973 von einem irakischen und ab 1985 von einem französischen Grabungsteam statt. Seit einigen Jahren gräbt hier ein einheimisches Team.
Das Ruinenfeld erstreckt sich über eine Fläche von ca. vier km² und datiert vom dritten vorchristlichen bis ins dritte nachchristliche Jahrhundert. Es fanden sich Wohnviertel mit Handwerksbetrieben, eine Festungsanlage und Gräberfelder mit turmartigen Grabbauten. Es fanden sich Modeln für Münzen, die belegen, dass hier Münzen geprägt worden sind. Es gibt Belege von Importen griechischer Keramik, daneben aber auch viele Importstücke aus Südarabien.
In Areal F wurde 2015 eine aramäisch-hasaitisch beschriftete Grabstele gefunden, die etwa aus dem späten 3. Jahrhundert v. Chr. stammen dürfte.